# Unternehmen Ikarus
Unternehmen Ikarus war der Deckname einer deutschen Militäroperation für ein geplantes Landungsunternehmen der deutschen Wehrmacht auf die nordatlantische Insel Island im Zweiten Weltkrieg.

## Erste Überlegungen
Ende Februar/Anfang März 1939 führte die Kriegsmarine ein Kriegsspiel – ein am „Sandkasten“ durchgeführtes Unternehmen – mit den angenommenen Feindmächten England und Frankreich durch. Während des Kriegsspiels wurde die Idee „einer überraschenden Wehrmachtoperation über See zu Beginn eines Krieges“ in Betracht gezogen. Als denkbares Ziel für eine Truppenanlandung erwog man „eine Insel wie das strategisch günstig gelegene Island“, um einen Seestützpunkt im Atlantik zu gewinnen.
In der „Schlussbesprechung des Kriegsspieles“, das unter Teilnahme von Offizieren der Luftwaffe und des Heeres stattfand, wurden die Erfolgsaussichten für ein solches Unternehmen als aussichtslos eingestuft. Zitat: „Jede derartige Operation, die ja nur aus der Heimat auslaufen kann, erfordert eine so große Vorbereitung und einen so beträchtlichen Aufwand, daß ein Überraschungserfolg kaum zu erwarten ist. Sobald aber erst einmal eine Spannungs- oder Kriegszeit eingesetzt hat, unterliegt auch diese Operation den Schwierigkeiten, ihren Weg aus der Nordsee heraus zu finden. Da es sich bei einem solchen Unternehmen immer um einen größeren und damit schwerfälligen und operativ kaum beweglichen Truppen- und Materialtransport handeln wird, sind diese Schwierigkeiten unvergleichlich größer als der Durchbruch von einzelnen Kriegsschiffen in die atlantischen Räume, auch wenn zu Beginn eines Krieges die englische Abwehr noch nicht entsprechend organisiert ist.“
Am 11. Oktober 1939, nach dem Kriegsbeginn mit England und Frankreich, vermerkte der Chef der deutschen U-Bootflotte, Karl Dönitz, in seinem Kriegstagebuch in Bezug auf ein Versorgungsschiff für seine U-Boote im Atlantik: „Der Dampfer Ammerland wird als Nachschubdampfer umgebaut. Es ist beabsichtigt, ihn getarnt als Dampfer mit Maschinenhavarie in einer geeigneten Bucht Islands zu stationieren.“ Am 13. Oktober 1939 ging die Ammerland als U-Bootversorgungsschiff z. b. V. (zur besonderen Verwendung) Sandhörn in Dienst, für den „Sondereinsatz Island“. Island gehörte zum neutralen Dänemark und so hoffte man, unter Verletzung der Neutralität Dänemarks den U-Bootversorger in Island stationieren zu können. Dieses Unternehmen wurde aber nicht ausgeführt.

## Unternehmen Ikarus
Nach der Besetzung von Dänemark und Norwegen (Unternehmen Weserübung) im April 1940 hatte sich die seestrategische Lage Deutschlands gegenüber England und Frankreich in der Nordsee bedeutend verbessert und in der Seekriegsleitung wurde bis zum 16. Mai 1940 unter dem Decknamen „Unternehmen Ikarus“ eine Studie über eine Besetzung Islands ausgearbeitet. Die Studie untersuchte, wie man Luft- und Seestützpunkte auf der Insel gewinnen und wie man von dort aus gegen die Seehandelswege von England und Frankreich kämpfen könnte, um die beiden Länder durch Blockade niederzuringen.
Am 20. Juni 1940, nachdem Frankreich im Westfeldzug besiegt worden war, trug der Oberbefehlshaber der Kriegsmarine, Erich Raeder, Adolf Hitler das Ergebnis der Studie und die weiterhin getroffenen Vorbereitungen für eine Landung auf Island vor. Dabei erklärte Raeder, dass die ganze deutsche Flotte dafür eingesetzt werden müsste, aber die Insel letztendlich gegen die Übermacht der Royal Navy nicht gehalten werden könnte, denn in der Studie Ikarus wurde „nochmalig“ (was auf vorhergehende Untersuchungen schließen ließ) die „Unmöglichkeit einer regelmäßigen Nachschubsicherung“ betont.

## Politische Entwicklungen
Die Briten hatten Island bereits am 10. Mai 1940 unter Verletzung seiner Neutralität besetzt und dort 25.000 Mann stationiert. Für Hitler war aber das Unternehmen Ikarus im Sommer 1940 nicht weiter wichtig, weil er hoffte, zu einem Frieden mit Großbritannien zu kommen, entweder mit einer Landung in England (Unternehmen Seelöwe), deren Vorbereitung er am 16. Juli 1940 befahl, oder durch Geheimverhandlungen mit Großbritannien, die er im September 1940 über Zwischenträger führte, aber am 19. September 1940 in einer geheimen aber offiziellen Stellungnahme der britischen Regierung mit für Hitler unannehmbaren Bedingungen (Räumung der von Deutschland besetzten Länder) beendet wurden.
Die Durchführung des im September und Oktober 1940 möglichen Unternehmens „Seelöwe“ befahl Hitler nicht, sondern war ab Oktober 1940 mit dem Angriff auf die Sowjetunion beschäftigt, wofür er am 18. Dezember 1940 die „Weisung Nr. 21“ (Fall Barbarossa) anordnete, die Vorbereitung eines Angriffes auf die Sowjetunion. Durch den Sieg über die Sowjetunion im Jahre 1941 hoffte er auch Großbritannien endlich friedensbereit zu machen.
Im Juli 1941 übernahmen die USA die Besetzung Islands von den Briten, um die britische Armee zu entlasten – ein halbes Jahr vor dem offiziellen Kriegseintritt der USA in den Zweiten Weltkrieg. Mit dem Eintritt der USA in den Krieg wurden deutsche Überwasseroperationen im Atlantik durch den nun vollen Einsatz der US-Streitkräfte auf Seiten der Alliierten noch schwieriger.

## Letzter Versuch
Am 20. November 1942 vermerkte das Kriegstagebuch der Seekriegsleitung: „Führer befiehlt Prüfung der Frage Besetzung Islands mit Hilfe von Transport-U-Booten, da Insel nur von USA-Kräften besetzt sei.“ Hitler zog demnach in Erwägung, mit bestenfalls ein paar hundert leicht bewaffneten Männern die Insel von den dort in großer Zahl stationierten amerikanischen Streitkräften erobern und trotz der zu erwartenden massiven Gegenmaßnahmen Großbritanniens und der USA halten zu können.
Sechs Tage später antwortete die Seekriegsleitung auf die Anfrage: „Nur Sabotagetrupps des Sonderverbandes Brandenburg möglich.“ Die Verantwortlichen hatten erkannt, dass mehr als einige Sabotage-Anschläge auf Island durch die Brandenburger nicht mehr realistisch waren. Durch die sich dauernd verschlechternde Gesamtlage schlossen sich weitere militärische Überlegungen in Bezug auf die atlantische Insel vollkommen aus.